# Phlyctaenomorpha
Phlyctaenomorpha är ett släkte av fjärilar. Phlyctaenomorpha ingår i familjen Crambidae.
Kladogram enligt Catalogue of Life:
| Phlyctaenomorpha | \| \| Phlyctaenomorpha afghanalis \| \| \| \| \| \| Phlyctaenomorpha euralis \| \| \| \| \| \| Phlyctaenomorpha platyphaea \| \| \| \| \| \| Phlyctaenomorpha sinuosalis \| \| \| \| |
|                  | \| \| Phlyctaenomorpha afghanalis \| \| \| \| \| \| Phlyctaenomorpha euralis \| \| \| \| \| \| Phlyctaenomorpha platyphaea \| \| \| \| \| \| Phlyctaenomorpha sinuosalis \| \| \| \| |
|                  | Phlyctaenomorpha afghanalis |
|                  | |
|                  | Phlyctaenomorpha euralis |
|                  | |
|                  | Phlyctaenomorpha platyphaea |
|                  | |
|                  | Phlyctaenomorpha sinuosalis |
|                  | |